# Tampon d'espacement
 (septembre 2024).
La mise en forme du texte ne suit pas les recommandations de Wikipédia : il faut le « wikifier ».
Les points d'amélioration suivants sont les cas les plus fréquents. Le détail des points à revoir est peut-être précisé sur la page de discussion.
- Les titres sont pré-formatés par le logiciel. Ils ne sont ni en capitales, ni en gras.
- Le texte ne doit pas être écrit en capitales (les noms de famille non plus), ni en gras, ni en italique, ni en « petit »…
- Le gras n'est utilisé que pour surligner le titre de l'article dans l'introduction, une seule fois.
- L'italique est rarement utilisé : mots en langue étrangère, titres d'œuvres, noms de bateaux, etc.
- Les citations ne sont pas en italique mais en corps de texte normal. Elles sont entourées par des guillemets français : « et ».
- Les listes à puces sont à éviter, des paragraphes rédigés étant largement préférés. Les tableaux sont à réserver à la présentation de données structurées (résultats, etc.).
- Les appels de note de bas de page (petits chiffres en exposant, introduits par l'outil «  Source ») sont à placer entre la fin de phrase et le point final[comme ça].
- Les liens internes (vers d'autres articles de Wikipédia) sont à choisir avec parcimonie. Créez des liens vers des articles approfondissant le sujet. Les termes génériques sans rapport avec le sujet sont à éviter, ainsi que les répétitions de liens vers un même terme.
- Les liens externes sont à placer uniquement dans une section « Liens externes », à la fin de l'article. Ces liens sont à choisir avec parcimonie suivant les règles définies. Si un lien sert de source à l'article, son insertion dans le texte est à faire par les notes de bas de page.
- La présentation des références doit suivre les conventions bibliographiques. Il est recommandé d'utiliser les modèles {{Ouvrage}}, {{Chapitre}}, {{Article}}, {{Lien web}} et/ou {{Bibliographie}}. Le mode d'édition visuel peut mettre en forme automatiquement les références.
- Insérer une infobox (cadre d'informations à droite) n'est pas obligatoire pour parachever la mise en page.

Pour une aide détaillée, merci de consulter Aide:Wikification.
Si vous pensez que ces points ont été résolus, vous pouvez retirer ce bandeau et améliorer la mise en forme d'un autre article.
 (septembre 2024).
Certains termes anglais peu courants en français devraient être remplacés par des termes français équivalents mieux connus.
[source insuffisante]
En informatique, un tampon d'espacement est un tableau dynamique qui permet des opérations d'insertion et de suppression efficaces regroupées à proximité du même emplacement. Les tampons d'espacement sont particulièrement courants dans les éditeurs de texte, où la plupart des modifications apportées au texte se produisent à l'emplacement actuel du curseur ou à proximité de celui-ci. Le texte est stocké dans un tampon constitué de deux segments contigus, avec un espace entre eux pour l'insertion d'un nouveau texte. Le déplacement du curseur implique la copie du texte d'un côté de l'espace à l'autre (parfois, la copie est retardée jusqu'à la prochaine opération qui modifie le texte). L'insertion ajoute un nouveau texte à la fin du premier segment; la suppression le supprime.
Le texte dans un tampon d'espacement est représenté sous forme de deux chaînes de caractères, qui occupent très peu d'espace supplémentaire. La recherche de motifs et l'affichage sont très rapides, par rapport à des structures de données plus sophistiquées telles que les listes chaînées. Cependant, les opérations à différents endroits du texte et celles qui comblent l'espace vide (nécessitant la création d'un nouvel espace vide) peuvent nécessiter la copie de la majeure partie du texte, ce qui est particulièrement inefficace pour les fichiers volumineux. L'utilisation de tampons d'espacement repose sur l'hypothèse selon laquelle une telle recopie se produit suffisamment rarement pour que son coût puisse être amorti sur les opérations à faible coût les plus courantes. Cela fait du tampon d'espacement une alternative plus simple à la corde pour une utilisation dans les éditeurs de texte  tels qu'Emacs.

## Exemple
Ci-dessous sont décrits quelques exemples d’opérations avec des tampons d'espacement. L'espacement est représenté par l'espace vide entre les crochets. Cette représentation est un peu trompeuse : dans une implémentation typique, les points de terminaison de l'espace sont suivis à l'aide de pointeurs ou d'indices de tableau, et le contenu de l'espace est ignoré ; cela permet, par exemple, d'effectuer des suppressions en ajustant un pointeur sans modifier le texte dans le tampon.
État initial :
```
This is the way [                     ]out.
```

L'utilisateur insère du texte :
```
This is the way the world started [   ]out.
```

L'utilisateur déplace le curseur avant « started »; le système déplace « started » du premier tampon au deuxième tampon.
```
This is the way the world [   ]started out.
```

L'utilisateur ajoute du texte en remplissant l'espacement; le système crée un nouvel espacement :
```
This is the way the world as we know it [                   ]started out.
```